# Copa Centro-Oeste
Die Copa Centro-Oeste war ein erstmals 1999 ausgetragener Fußballwettbewerb. Dieser wurde vom nationalen Fußballverband CBF organisiert und fand nur viermal statt.

## Hintergrund
Der Wettbewerb diente der Ermittlung eines Teilnehmers an höherklassigen Wettbewerben. Mit der Austragung 1999 sollte der Teilnehmer für die Copa Conmebol 1999 ermittelt werden. Von 2000 bis 2020 ein Vertreter für die Copa dos Campeões, einem Turnier regionaler Meister Brasiliens, welches wiederum für die Teilnahme an der Copa Libertadores dem wichtigsten südamerikanischen Vereinsfußballwettbewerb qualifizierte.
Die Teilnehmer kamen aus den Bundesstaaten Distrito Federal do Brasil, Espírito Santo, Goiás, Mato Grosso, Mato Grosso do Sul, Minas Gerais und Tocantins. Obwohl mit Cruzeiro Belo Horizonte ein Klub aus Minas Gerais die Erstausgabe 1999 gewinnen konnte, nahmen die Klubs aus dem Bundesstaat in der Folge nicht an dem Turnier teil. Diese waren mit der Einnahmesituation unzufrieden und konnten den CBF bewegen, sie an der Copa Sul teilnehmen zulassen, wodurch daraus die Copa Sul-Minas entstand.

## Die Spiele
| Saison | Pokalsieger             | Ergebnis    | Finalist     |
| ------ | ----------------------- | ----------- | ------------ |
| 1999   | Cruzeiro Belo Horizonte | 3:0 1:2 0:0 | Vila Nova FC |
| 2000   | Goiás EC                | 3:1 5:1     | Vila Nova FC |
| 2001   | Goiás EC                | 1:0 1:1     | Vila Nova FC |
| 2002   | Goiás EC                | 3:0 2:3     | SE Gama      |